# Ołeksandr Abdullin
Ołeksandr Rafkatowycz Abdullin, ukr. Олександр Рафкатович Абдуллін (ur. 29 czerwca 1962 w Kijowie) – ukraiński polityk, dziennikarz i przedsiębiorca, poseł do Rady Najwyższej III, IV, V, VI, VII, VIII i IX kadencji.

## Życiorys
W 1989 ukończył dziennikarstwo na Uniwersytecie Kijowskim, w branży dziennikarskiej pracował do 1992. Następnie obejmował kierownicze stanowiska w przedsiębiorstwach prywatnych, m.in. był wiceprezesem ATZT Interhazu (1995–1998).
W 1998 po raz pierwszy uzyskał mandat poselski, był jednym z liderów ugrupowania Związek Demokratyczny. W 2002 z powodzeniem ubiegał się o reelekcję. Do 2005 należał do frakcji oligarchicznej Zjednoczonej Socjaldemokratycznej Partii Ukrainy. Po pomarańczowej rewolucji był w grupie deputowanych, którzy dołączyli do Bloku Julii Tymoszenko i Batkiwszczyny (w 2013 został wiceprzewodniczącym tej partii). Z ramienia ugrupowań Julii Tymoszenko w kolejnych wyborach (2006, 2007, 2012, 2014 i 2019) utrzymywał mandat poselski.

## Odznaczenia
- Order „Za zasługi” II i III klasy[1]